# Emerald Mountain
Emerald Mountain – jednostka osadnicza w Stanach Zjednoczonych, w stanie Alabama, w hrabstwie Elmore.